# Gil da Costa Alves

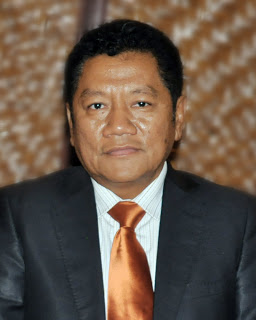
Gil da Costa Alves (2019)

Gil da Costa Auxiliadora Nheu Alves, auch Gil Baozhai Huang (* 17. September 1958 im Verwaltungsamt Maubisse, Portugiesisch-Timor; † 17. März 2019), war ein Politiker und Unternehmer aus Osttimor. Er war Vorsitzender der Centro Acção Social Democrata Timorense (CASDT) und Vizepräsident der Timor-Leste Entrepreneur Association.

## Leben
Alves absolvierte die Grundschule des Seminars Nossa Senhora da Fatima in Dare und die Senior High School der Dr. Francisco Machado Schule in Dili.
1985 erhielt Alves ein Wirtschaftsdiplom der Atma Jaya Catholic University of Indonesia in Jakarta. Wegen seines guten Abschlusses erhielt er ein Regierungsstipendium, mit dem er 1987 seinen Bachelor in Wirtschaft und Management an der Atma Jaya Universität in Yogyakarta abschloss. Von 1990 bis 1993 war Alves Tutor an der Wirtschaftsfakultät der Atma Jaya Universität. An der Indonesia Management Institute in Surabaya erhielt er 2002 seinen Master in Business Administration.
Seine politische Karriere begann er als Mitglied der Associação Social-Democrata de Timor (ASDT) und Generalsekretär der Partei. Bei den Parlamentswahlen in Osttimor 2007 erhielt Alves einen Sitz im Nationalparlament Osttimors. Da der Geschäftsmann aber am 8. August 2007 zum Minister für Tourismus, Handel und Industrie des Kabinetts Xanana Gusmão vereidigt wurde, musste er auf den Sitz verzichten. Zu den großen Hilfsprojekten, die Alves anstieß, gehörte Povu Kuda Governu Sosa (deutsch Bürger pflanzen, die Regierung bezahlt), das noch bis nach seinem Tod Bestand hatte.
Bei einem Parteitag Anfang 2008 entschied sich die ASDT ihre Vertreter in der Regierung, Alves und Umweltstaatssekretär Abílo de Deus de Jesus Lima, zu entlassen. Sie beschuldigte beide Politiker der Korruption, zu großer Nähe zum indonesischen Militär und Wirtschaft und dass sie nicht die Ideologie der ASDT repräsentieren würden. Die Abgeordneten der ASDT im Nationalparlament stellten sich gegen die Entscheidung des Parteitags, und auch Premierminister Gusmão weigerte sich die beiden zu entlassen, worauf Anfang Mai die ASDT eine Vereinbarung mit der FRETILIN über eine zukünftige Zusammenarbeit unterzeichnete. Trotzdem blieb die ASDT in der Regierungskoalition.
Aufgrund der gesundheitlichen Probleme des Parteivorsitzenden Francisco Xavier do Amaral wurde Alves im August 2011 durch den Parteitag zum Exekutiv-Präsident des ASDT ernannt. Die Ernennung wurde allerdings vom Obersten Gericht Osttimors als unzulässig eingestuft. Am 6. März 2012 erlag Amaral in Dili seinem Krebsleiden.
Bei den Parlamentswahlen in Osttimor 2012 scheiterte die ASDT an der Drei-Prozent-Hürde, und Alves verlor sein Ministeramt mit Antritt der neuen Regierung am 8. August.
Im Februar 2013 wurde Alves zusammen mit ASDT-Schatzmeister Henrique Carlos vor dem Distriktgericht von Dili angeklagt. Sie wurden beschuldigt, Parteigelder veruntreut zu haben. Der Staatsanwalt forderte sieben Jahre Haft für Alves und sechs für Carlos. Die Anwälte der Beschuldigten forderten Freispruch, da das Geld zum Wohle der Partei und nicht für eigene Zwecke ausgegeben worden sei. Im März 2013 wurde Alves vom Vorwurfs des Betruges und der Unterschlagung vom Gericht freigesprochen. Das Berufungsgericht bestätigte das Urteil.
Alves verließ die ASDT, gründete 2015 die CASDT und wurde ihr Parteipräsident. Bei den Parlamentswahlen in Osttimor 2017 trat er als Listenführer der CASDT an.
2018 wurde Alves Vizepräsident der Câmera de Comércio e Indústria de Timor-Leste und zuständig für asiatische Angelegenheiten. Im März gründete die CASDT mit drei anderen Parteien die Movimento Social Democrata (MSD), um bei den vorgezogenen Neuwahlen am 12. Mai mit einer gemeinsamen Liste anzutreten. Alves trat auf der MSD-Liste auf Platz 2 an, die MSD scheiterte aber deutlich an der Vierprozenthürde mit nur 0,5 % der Stimmen.
Alves starb überraschend 2019 an Herzproblemen.

## Familie
Gil da Costa Alves war der Sohn von Libório Marques Alves und Maria de Fatima Nheu Alves. Er gehörte zur Hakka-chinesischen Minderheit in Osttimor. Er war verheiratet mit Aida Osorio Soares. Das Paar hatte fünf Söhne und eine Tochter.

## Belege

### Hauptbelege
- International Institute for Peace through Tourism